# Wainfleet All Saints
Wainfleet All Saints est une ville et paroisse civile du Lincolnshire, en Angleterre.